# Angle colique
Chez l'humain, aux deux extrémités du colon transverse il existe deux courbures appelées angles coliques. L'angle colique droit est également connu sous le nom d'angle colique hépatique (car en avant du foie), et l'angle colique gauche est également connu sous le nom d' angle colique splénique (car en avant de la rate).

## Anatomie

### Angle colique droit
L'angle colique droit désigne la courbure entre le côlon ascendant et le côlon transverse. Il se situe dans le quadrant supérieur droit de l'abdomen humain, autrement appelé hypochondre droit. Il est vascularisé par l'artère mésentérique supérieure.

### Angle colique gauche
L'angle colique gauche désigne la courbure entre le côlon transverse et le côlon descendant. L'angle splénique reçoit un double apport sanguin provenant des branches terminales de l'artère mésentérique supérieure et de l'artère mésentérique inférieure.

## Importance clinique
L'angle colique gauche est l'angle le plus haut et le plus distal du côlon. Des gaz peuvent s'accumuler à cet endroit et pourraient provoquer des douleurs abdominales, réalisant le syndrome de l'angle colique splénique. Ce dernier serait souvent observé chez les personnes atteintes du syndrome du côlon irritable.
L'angle colique gauche est vascularisé par des branches terminales de l'artère mésentérique supérieure et de l'artère mésentérique inférieure, mais également par l'arcade de Riolan, assurant une vascularisation efficace si l'une des deux artère est bouchée. Cependant cette arcade est inconstante au niveau de l'angle colique gauche, ce qui la rend la zone vulnérable en cas d'ischémie mésentérique: cette zone est appelée point de Griffith en référence au chirurgien vasculaire anglais qui l'a décrite,.

## Images additionnelles

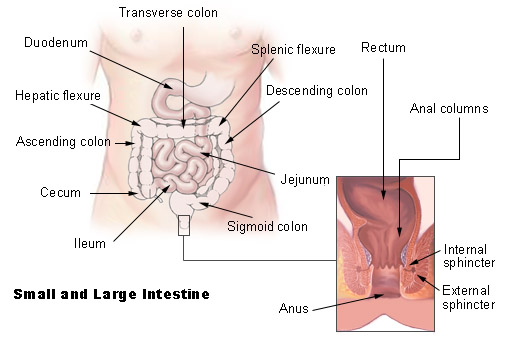
Planche anatomique du système digestif.
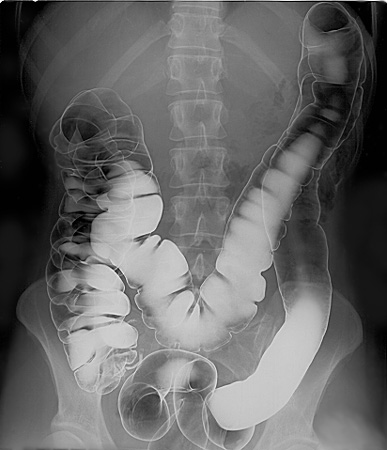
Lavement baryté à double contraste.